# Barbie és a bűvös Pegazus
A Barbie és a bűvös Pegazus (eredeti cím: Barbie and the Magic of Pegasus) egész estés amerikai 3D-s számítógépes animációs film, amelyet a Lions Gate Entertainment készített.
Amerikában 2005. október 20-án, Magyarországon pedig 15 nappal korábban 5-én adták ki DVD-n.

## Cselekmény
Annika hercegnő a születésnapján elmegy korcsolyázni és közben találkozik egy jegesmedvével Cidrivel. a medvebocsok hazaviszi, de a szülei nem fogadják jól, mert engedély nélkül ment el a kastélyból, ezért megtiltják neki a korcsolyázást.
Azon az éjszakán Annika viszont kiszökik a szobájából, hogy korcsolyázhasson a királyság lakóival. Ekkor jelenik meg Wenlock a gonosz varázsló, aki arra utasítja a lányt, hogy menjen hozzá feleségül. A király és a királynő megérkezik, hogy elűzzék a varázslót, de mikor Annika nemet mond Wenlocknak, az kővé változtatja a királyság minden lakóját. Annikat Brietta nevű szárnyas ló menti meg, és Wenlock figyelmezteti, hogy három napja van feleségül venni, különben a örökre így maradnak a királyság lakói.

## Szereplők
| Annika        | Kelly Sheridan     | Csondor Kata    |  |  |
| Brietta       | Lalainia Lindbjerg |                 |  |  |
| Aiden         | Mark Hildreth      | Markovics Tamás |  |  |
| Wenlock       | Colin Murdock      | Háda János      |  |  |
| Rayla         | Kathleen Barr      |                 |  |  |
| Marcus király | Russel Roberts     | Várkonyi András |  |  |